# Dimitrios (Trakatellis)
Dimitrios (světským jménem: Dimitrios Trakatellis; * 1. února 1928, Soluň) je řecký duchovní Konstantinopolského patriarchátu a emeritní starec-arcibiskup americký.

## Život
Narodil se 1. února 1928 v Soluni.
Studoval na experimentální škole při Aristotelově univerzitě v Soluni. V září 1946 na bohosloveckou fakultu Athénské univerzity. Poté absolvoval vojenskou službu.
Roku 1960 byl rukopoložen na diákona a roku 1964 na kněze.
Na podzim roku 1964 odešel do Spojených států amerických. Zde se věnoval studiu Nového zákona a patristiky. Sloužil v chrámech v Pittsburghu a okolí.
Roku 1965 nastoupil na Harvardovu univerzitu, kde studoval Novy zákon a rané křesťanství.
Dne 20. června 1967 jej Svatý synod Řecké pravoslavné církve zvolil titulárním biskupem vresthenským a vikářem arcibiskupa athénského. Dne 17. září proběhla jeho biskupská chirotonie. Hlavním světitelem byl arcibiskup athénský a celého Řecka Ieronymos I.
Roku 1968 byl zvolen metropolitou attickým a megarským, což odmítl. Důvodem byla zejména kontrola církve řeckou vojenskou juntou a z jeho pohledu nekanonickém složení synodu.
Získal doktorát filosofie a teologie, a přednášel na teologických školách
Dne 20. srpna 1991 byl povýšen na metropolitu.
V říjnu 1995 se stal členem patriarchálního exarchátu Severní a Jižní Ameriky.
Dne 19. srpna 1999 jej Svatý synod Konstantinopolského patriarchátu zvolil hlavou americké archiepiskopie. Dne 18. září 1999 byl v chrámu Nejsvětější Trojice slavnostně uveden do úřadu.
Dne 19. února 2004 se stal členem Svatého synodu.
Od 13. března 2011 do 27. listopadu 2012 dočasně spravoval americkou karpatoruskou pravoslavnou eparchii.
Dne 26. srpna 2015 rozhodnutím Svatého synodu mu byl změněn titul na starec-arcibiskup.
Dne 4. května 2019 požádal o odchod do důchodu a 9. května mu bylo vyhověno.